# María Gabriela Almirón
María Gabriela Almirón (Gaby) (n.1966 - 19 de octubre de 2011)  actriz argentina, titiritera y activista por los derechos humanos.

## Trayectoria

### Trayectoria artística
María Gabriela Almirón fue una trabajadora cultural y social.  Desde muy joven se vinculó con actividades artísticas en Santa Fe:  se inició en el canto siguiendo la tradición familiar. Entre 1981 y 1984 integró el Grupo Juvenil del Coro Universitario Independiente y posteriormente la Agrupación Coral Cantares.
En 1984 inició su actividad en el Teatro de Títeres Municipal de Santa Fe, tarea que continuó hasta el momento de su muerte. Realizó  numerosos montajes destinados a todo público incluyendo la concepción de puesta en escena, construcción de títeres de variadas técnicas y la creación e interpretación de personajes.
Participó entre otros espectáculos, en 1988 en  “Basta de Circo”, una versión libre del cuento “Un elefante ocupa mucho espacio” de Elsa Bornemann;  en 1995 en “Inodoro Pereyra, el renegáu”, versión grupal sobre la historieta homónima de Roberto Fontanarrosa  y en 1998 “El retablillo de Don Cristóbal”, de Federico García Lorca. Otra producción del Teatro de Títeres Municipal de la que participó Gaby fue “Los De Monios”,  en julio de 2010.
Coordinó talleres de construcción de títeres y puesta en escena y participó en festivales y encuentros de titiriteros, recorriendo gran parte del país. 

### Trayectoria en derechos humanos
Fue hija y hermana de desaparecidos durante la última dictadura cívico militar en Argentina e integró la agrupación HIJOS.
Trabajó entre 1989 y 2003 en el Equipo de Educación del Movimiento Ecuménico por los Derechos Humanos (Medh) Regional Santa Fe, en la temática derechos de los niños y las niñas. Desde el año 2002 comenzó a trabajar en la Asociación Civil Juanito Laguna, que ofrece contención y formación a chicos en situación de calle. Desde el Medh, se instaló el tema de Derechos Humanos y Educación, a raíz de la sanción de la Convención Internacional por los Derechos del Niño, que pone al chico como sujeto de derecho e introduce un tema muy importante en la tarea educativa, que es la construcción de la ciudadanía, explicaba en un reportaje Adriana Falchini, una de las impulsoras del trabajo junto con María Gabriela Almirón.
Integró la denominada: “Comisión de Apoyo a las investigaciones realizadas por la Fiscalía Federal Nº 1 de Santa Fe, tendientes a la averiguación de la verdad sobre los hechos violatorios de los derechos humanos ocurridos en esta jurisdicción entre los años 1976 y 1983”,conformada por la abogada Griselda Tessio.
Participó en el primer juicio contra crímenes de lesa humanidad realizado en la ciudad de Santa Fe, donde "pudo ver concretado un sueño por el que tanto había luchado: el juzgamiento de los represores de su madre y sus hermanos". 
Falleció a los 45 años de edad,  en un accidente de tránsito sobre el kilómetro 181 de la Ruta Nacional N° 9 carril Rosario - Buenos Aires, a la altura de Gobernador Castro.
 En relación con su muerte, el Foro contra la Impunidad y por la Justicia emitió un comunicado:

...deja tras de sí una historia de vida signada desde su niñez, cuando su familia fue partida y perseguida por la represión genocida de la dictadura cívico militar, con varios de sus familiares presos y torturados... Su función educadora y su historia de vida dejaron un compromiso profundo hacia las desigualdades e injusticias de la niñez.

## Obra
María Gabriela Almirón y otros autores publicaron en el año 2000 en Santa Fe el libro titulado "Los chicos y las chicas tienen la palabra. Derechos Humanos y Educación: una construcción colectiva".

## Reconocimientos
En el año 2009 recibió el Premio Máscara otorgado por la Municipalidad de Santa Fe.